# Zellers
Zellers Inc.是一家加拿大連鎖廉價商店，總部位於安大略省賓頓。該公司于1931年成立，1978年被哈德遜灣公司收購。
在經過一系列的兼併之後，該公司的規模在1990年代達到鼎盛，1999年時在全加拿大有350家店面。但後來由於加拿大沃爾瑪的競爭和本身的失誤，2000年代其規模大規模縮水，2011年大部分店鋪被Target Canada收購。2013年3月31日該公司結業。2023年，哈德遜灣公司在部分Hudson's Bay恢復了Zellers的網上購物和實體店。Zellers將於2023年3月24日在安大略省多倫多推出首家實體店。

## 外部連結
- Official website，Internet Archives Wayback Machine